# Louis Cane
Louis Cane   (Bèuluec de Mar, 13 de desembre de 1943 - 16è districte de París, 3 de novembre de 2024) va ser un artista pintor i escultor francès.

## Biografia
L'any 1961, Louis Cane entrà a l'École nationale des arts décoratifs, de Niça, després estudià dos anys a l'École nationale supérieure des arts décoratifs de París.
Els anys 1967-1968, exposà amb Benjamin Vautier, Noël Dolla i Patrick Saytour, al saló obert per ell a Niça. Va ser cofundador de la revista Peinture, cahiers théoriques (1971). Va fer les primeres exposicions en solitari a les galeries Daniel Templon i Yvon Lambert.
El 1975 i 1976, va practicar amb pintures semi-abstractes: primers dibuixos sobre les Menines. De la pintura abstracta va tornar al figurativisme, el 1978, i Louis Cane va fer pintures sobre figures emblemàtiques (Anunciacions, Le Déjeuner sur l'herbe). Cane no amagà pas les seves fonts d'inspiració: Picasso, Manet, Monet, Goya, Rembrandt Matisse, així com Frank Stella, Jackson Pollock, a més de Willem de Kooning. L'activitat escultòrica l'inicià l'any 1978, amb estàtues femenines clàssiques però també burlesques i patètiques, d'un expressionisme barroc. Es pot citar la sèrie de les Ménines.